# Kranzberg (gmina)
Kranzberg – miejscowość i gmina w Niemczech, w kraju związkowym Bawaria, w rejencji Górna Bawaria, w regionie Monachium, w powiecie Freising. Leży około 10 km na zachód od Freising, nad rzeką Amper, przy autostradzie A9.

## Dzielnice
Dzielnicami w gminie są: Ampertshausen, Ast, Berg, Bernstorf, Dorfacker, Eberspoint, Giesenbach, Grandlmiltach, Gremertshausen, Griesbach, Hagenau, Höhenberg, Hohenbercha, Kranzberg, Kühnhausen, Neuhausen, Oberberghausen, Schönbichl, Sickenhausen, Thalhausen, Thurnsberg, Viehhausen i Zinklmiltach.

## Demografia
Dane o ludności z 31 grudnia 2008:
| Opis                                | Ogółem | Ogółem | Kobiety | Kobiety | Mężczyźni | Mężczyźni |
| ----------------------------------- | ------ | ------ | ------- | ------- | --------- | --------- |
| Jednostka                           | osób   | %      | osób    | %       | osób      | %         |
| Populacja                           | 3948   | 100    | 1951    | 49,42   | 1997      | 50,58     |
| Wiek przedprodukcyjny (0–17 lat)    | 856    | 21,68  | 405     | 10,26   | 451       | 11,42     |
| Wiek produkcyjny (18–65 lat)        | 2446   | 61,96  | 1198    | 30,34   | 1248      | 31,61     |
| Wiek poprodukcyjny (powyżej 65 lat) | 646    | 16,36  | 348     | 8,81    | 298       | 7,55      |

## Polityka
Wójtem gminy jest Robert Scholz z FWG, rada gminy składa się z osób.
|      | CSU | FWG | KGL | Razem |
| 2008 | 5   | 7   | 4   | 16    |
| 2002 | 7   | 6   | 3   | 16    |